# Hankook Ilbo
Hankook Ilbo (kor. 한국일보) – południowokoreański dziennik. Został założony w 1954 roku.
W 2017 roku dzienny nakład gazety wynosił ponad 213 tys. egzemplarzy.